# Johann Georg Joch
Johann Georg Joch (* 27. Dezember 1676 in Rothenburg ob der Tauber; † 1. Oktober 1731 in Wittenberg) war ein deutscher evangelischer Theologe.

## Leben
Geboren als Sohn des Predigers Johann Georg Joch und Anna Kunigunde (geb. Winterbach), besuchte Joch bereits im Alter von fünf Jahren die Schule seines Heimatortes. 1695 ging er an die Universität Jena, wo er sich zunächst dem Studium an der philosophischen und der juristischen Fakultät widmete. 1697 erhielt er die Magisterwürde und wurde nach erfolgreicher Bewährung im Universitätsdienst 1704 als Adjunkt an der philosophischen Fakultät aufgenommen. 1705 erwarb er den Baccalaureusgrad der Theologie und wurde 1709 zum Doktor der Theologie promoviert. Im selben Jahr übernahm er das Amt des Superintendenten in Dortmund, verbunden mit der Leitung des dortigen Gymnasiums. Er geriet jedoch bald mit den örtlichen Predigern in eine Auseinandersetzung. Als gemäßigter Lutheraner, der auch für die Pietisten Sympathie hegte, stand er hier orthodoxen Lutheranern gegenüber, die an der Reinheit der von ihm vertretenen Lehre einiges auszusetzen hatten.
Die Auseinandersetzungen wurden auch über die Kanzel ausgetragen und bewegten somit die gesamte Dortmunder Gemeinde. Daraus entstand auch ein heftiger Schriftenwechsel. 1722 siedelte Joch dann nach Erfurt über und wurde dort am 5. Februar zum Pastor an der Kaufmannskirche, Senior des evangelischen Ministeriums, Professor der Theologie und Vorsteher des Gymnasiums in Erfurt berufen. Aber auch dort geriet er in Auseinandersetzungen mit dem Rat und führte verschiedene Religionskontroversen.
Als 1725 an der Universität Wittenberg die Professoren Martin Chladni und Johann Wilhelm Jahn verstarben, zog es Joch nach Wittenberg in das niedergehende Zentrum der Lutherischen Orthodoxie. Dass er hier mit seiner Sympathie für die Pietisten wieder auf wenig Zustimmung traf, kann nicht verwundern. Er stellte die Forderung des persönlichen neuen Lebens und die Wiedergeburt in den Vordergrund und hat dazu in der Disputation „Desperatione salutari“ die Verzweiflung an sich selbst als einen dem Menschen heilsamen Vorgang dargestellt.
Diese Veröffentlichung rief einen Streit hervor, der bis nach Jochs Lebensende währte. Dennoch konnte durch die Einsetzung einer königlichen Kommission in Dresden die Frage der Zerwürfnisse weitestgehend beigelegt werden. Dadurch wurde es ruhiger um Joch und er konnte 1730 sogar das Rektorat der Universität übernehmen. Vor allem ist Joch mit seinen Schriften zur Kirchenhistorie hervorgetreten und seine von ihm angelegte Bibliothek ging in die Universitätsbibliothek Wittenberg ein.

## Werke (Auswahl)

### Disputationen
- De Notis Vetervm Criticis In Censendis Avctoribus Dissertatio. (Resp. Peter Müller) Beyer, Jena o. J. (Digitalisat)
- De foeminis barbatis. (Resp. Georg Söhnlein) Werther, Jena 1702. (Digitalisat)
- de auctu Philosophiae rationalis. Jena
- de libris politicis Dissertationes duae. Jena
- de singularibus ac mirandis, quae circa mondum partus Christi evenisse dicuntur. Jena
- de Clemnte Romano artque Irenae non favente Missae Pontificae : sub Praesidio D. Buddei. Jena
- de Synodo Tremoniensi. Tremon
- de Patribus primitivae ecclesiae & speciatim Ignatio, non saventibus merito bonorum operum. Dortmund
- de stola alba neophytorum in veteri ecclesia. (Resp. Theodor Heinrich Feldmann) Ruhlian, Dortmund 1711. (Digitalisat)
- de peccatis per participationem: Dissertationes duae. Dortmund 1713 und 1714
- de Politicis Idealibus. Dortmund 1714
- de exitu ex Babele, ad Apoc. XVIII. 4. Diss. Duae. Dortmund 1717 und 1718
- de conservanda doctrinae Evangelicae puritare. Wittenberg 1717
- de studio verbi divini, ad Col. III. 16. pro Licentia M. Jo. Jac. Jantzen, Wittenberg 1737
- de studio gloriae, fidei impedimento, ad Joh. V. 44. Wittenberg 1728
- de poenitentia quotidiana contra Melodium. Wittenberg 1729
- de desperatione salutari: pro Licentia M. Jo David Strohbach
- De singularibus et mirandis conceptionis, formationis et mimationes corporis Christi.

### Programme
- de praemiis bene ministrantium ex I. Tim. III. 13. 1709.
- de schola Alexandrina. 1710.
- de odi Juliani Apostatae in Scholas. 1712.
- e meritis Jctorum, speciatim Jacobi Gothofredi, in Historicam Ecclesiasticam. 1722.
- de Spiritu Attico, ad Act. XVII. 21. 1726.
- ad sacra Festi Natalitii. 1729.
- de spiritu precum. Zimmermann, Wittenberg 1727. (Digitalisat)

### Predigten
- Von der geistlichen Freude. 1708.
- Von dem Unterschiede der Gerechten und Gottlosen so Anno 1709 zu Rotenburg als eine Gastpredigt gehalten worden.
- Die Hornungs-Blume, ein Bild menschlichen Lebens, bey ansehlicher Beerdigung des ... Herrn M. G. L. Rückers, ... in einer Leich-Rede den 3 Febr. 1704, ... betrachtet. Öhrling, Jena 1704.
- Vom Lorbeerbaume.
- Vom Corallensträuchlein.
- Die Perlen an der Crone der Heiligen. Auß dem 11. Capitel der Offenbahrung Johannis ... Der Gemeinde ... bey der ... Kirche zu S. Nicolai in ... Dortmund Bey der Leiche des weyland HochEhrwürdigen ... Johann Heinrich Melmanns. Rühl, Dortmund 1709.
- Von der Hoffnung derer Gerechten.
- Von der Verletzung der Gläubigen ins himmlische Wesen: eine Trauerrede. 1722.
- Das schauerichte Sterbe-Bette eines Gottlosen: am 1 Sonntag nach Trinitat. 1725.
- Die Macht des Glaubens über die Seeligkeit, über Rom. X. 9, eine Leichenpredigt. 1725.
- Die Herrlichkeit der Glaübigen. 1726.
- Predigt von den Eigenschaften Der Schaafe Christi : am Sonntage Misericordias Domini aus dem ordentlichen Evangelio Joh. X, 12. - 17. In der Kauffmanns-Kirche zu Erfurt ... erkläret und auf inständiges Anhalten zum Druck überlassen. 1729.

### Traktate und Abhandlungen
- Prodromus bibliothecae politicae, quo de bibliotheca politica ordinanda, scriptoribus bibliothecarum, itemque methodorum studii politici agitur. Oehrling, Jena 1705. (Digitalisat)
- Olai Borrichii (Ole Borch) De Causis Diversitatis Linguarum Dissertatio primum in terris nostris edita. Oehrling, Jena 1704. (Digitalisat)
- Joh. Sturmii de linguae latinae resolvendae ratione liber.
- Vitae Theologorum Reformatorum eruditione & scriptis illustrium. Bailliar, Frankfurt, 1707. (Digitalisat)
- Trostschreiben an sich selbst über das Absterben seines einzigen Söhnleins. Jena 1709
- Onuphrii Panvinii Trac. De ritu sepelendi mortuos apud veters christianos & eorundem coemmeteriis cum Praesatione. Dortmund
- Christliches Gedenkbüchlein. Dortmund 1712.
- Einfältige und kürzeste Anleitung zum wahren Christentum. Dortmund, 1714.
- Abgenötigte Schutzschrift wider die abscheuliche Schmähschrifft Herrn Just Arnold Scheiblers, womit ihn vor der ganzen Welt zu beschmutzen gesucht. Dortmund 1711.
- Wichtige und Wohlbegründete Ursachen/ Warumb Hr. Dr. Johann Georg Joch/ Superintendens und Gymnasiarcha in Dortmundt/ [et]c. Gar nicht nöhtig habe/ Denen Zween auffgeblasenen und schwülstigen darbey Stock-blinden Pharisäern im Unterbergischen Lande/ Hn. Albert Veltgen/ Pastoren zu Remscheid/ und Hrn. Frantz Vogten/ Pastoren zu Lennep/ Auff ihre Zanck-süchtige Hader-Schrifften/ das geringste zu antworten/ Oder über seiner guten und wohl verthädigten Sache/ Gegen Hrn. Jost Arnold Scheiblern/ Diaconum bey St. Reinoldi Kirchen zu Dortmund/ sich in einigen Schrifft-Wechsel einzulassen. 1712.